# 自治・連帯・エコロジーをめざす政治グループ・蒼生
自治・連帯・エコロジーをめざす政治グループ・蒼生（じち・れんたい・エコロジーをめざすせいじグループ・そうせい）は、1996年から2012年まで存在していた日本の構造改革系新左翼党派。略称政治グループ蒼生。機関紙はグローカル。

## 概要
共産主義労働者党の中間派であるプロレタリア革命派（全国協議会）が1996年8月に臨時党大会で「自治・連帯・エコロジーをめざす政治グループ蒼生」と改称し誕生した。機関紙名「グローカル」は「グローバル」と「ローカル」をあわせた造語である。
過去、三里塚闘争（成田空港問題）ではプロ革派の青年組織であるプロレタリア青年同盟（プロ青同）が、1978年3月26日に、日本革命的共産主義者同盟（第四インターナショナル日本支部）や戦旗・共産主義者同盟 （戦旗日向派）と赤ヘル三派を組んで成田空港管制塔占拠事件を起こすなど、成田空港開港阻止の中心党派として活動した。
「政治グループ蒼生」は、反グローバリゼーションとエコロジー社会を掲げ、レイシズムやナショナリズムに対して反対した。活動は学習会・講演会活動やパンフの作成など草の根レベルの運動も行なったが、「市民派」とした政党（主に地方政党）の支援や地方議会（同グループは「制度圏」と呼んだ）などにも力を入れた。共労党時代には環境政党「原発いらない人びと」や「平和:市民」に関わり、2004年の参院選挙ではみどりの会議（選挙区では民主党）を支援し、虹と緑やみどりのテーブル、および前2団体が発展解消し統合した団体であるみどりの未来や、民主党とも協力関係にあった。
2012年8月、「政治グループ蒼生」は解散した。

## 組織
- 指導者（代表）：宮部彰
- 機関紙誌：グローカル
- 活動拠点：工人社
- 青年組織：プロレタリア青年同盟（プロ青同、PYL）
- 関連組織：国連・憲法問題研究会

## 年表
- 1996年（平成8年）
  - 8月：共産主義労働者党全国協議会が「自治・連帯・エコロジーをめざす政治グループ蒼生」と改称した。
- 1997年（平成9年）
  - 1月：機関紙「統一」を「グローカル」に改称した。
- 2004年（平成16年）
  - 7月11日：参議院議員通常選挙でみどりの会議の中村敦夫代表委員（比例区）が落選。みどりの会議の国会議員は0となった。政治グループ蒼生は敗北だが善戦したと評価。敗因を年金問題にまったく触れずにいたことに求め、「”主張したいこと”と”有権者が求めている”こととの間のギャップに無自覚だった選挙戦術の誤り（趣旨）」と分析した。
  - 7月22日：みどりの党党大会で党の解散と新しくみどりのテーブルの発足が決定される。
- 2005年（平成17年）
  - 2月13日：みどりのテーブルの設立総会が開かれ、正式に発足。
- 2006年（平成18年）
  - 11月13日：プロ青同がブログを開設。
- 2012年（平成24年）
  - 5月：解散を発表。
  - 8月：解散大会を開催。